# 火炬街道 (大庆市)
火炬街道，是中华人民共和国黑龙江省大庆市萨尔图区下辖的一个乡镇级行政单位。

## 行政区划
火炬街道下辖以下地区：
火炬社区、颖园社区和萨北社区。